# Bury, Québec
Bury är en kommun i provinsen Québec i Kanada. Den ligger i regionen Estrie, i den sydöstra delen av landet, 300 km öster om huvudstaden Ottawa.
Kommunen är officiellt tvåspråkig (franska och engelska), med 73 % fransktalande och 30 % engelsktalande (modersmålstalare) vid folkräkningen 2021.